# Raskenstam
Raskenstam, även känd som Sol- och vårmannen, är en svensk komedifilm från 1983, skriven av Birgitta Stenberg och regisserad av Gunnar Hellström, som även spelade huvudrollen.

## Handling
Filmen berättar historien om sol-och-våraren Gustaf Raskenstam (Anders Gustaf Eriksson) som under andra världskriget för ekonomisk vinning förförde kvinnor på löpande band. 

## Om filmen
Raskenstam har visats i SVT, bland annat 1985, 1989, 2000, 2023 och i april 2025.

## Rollista
- Gunnar Hellström — Gustav Raskenstam
- Agnetha Fältskog — Lisa Mattsson
- Lena Nyman — Malla af Tidaholm
- Harriet Andersson — Cecilia Andersson
- Thomas Hellberg — Karl-Erik Almkvist
- Inga Gill — Anna-Greta Kjellgren
- Yvonne Lombard — Märta Olin
- Lis Nilheim — Agnes Bengtsson
- Birgitta Andersson — Maja Jansson
- Meg Westergren — Ulla Larsson
- Susanne Schelin — Gunilla Larsson
- Carl-Gustaf Lindstedt — Erik Branner
- Ingvar Kjellson — Ludvig af Tidaholm
- Kim Anderzon — försvarsadvokaten
- Gunvor Pontén — Katarina Andersson
- Halvar Björk — Oskar Mattsson
- Hans Strååt — Leonard Johansson
- Börje Mellvig — domaren
- Nils Eklund — åklagaren
- Gösta Prüzelius — läkaren
- Sven Holmberg — brevbäraren
- Gunnar "Knas" Lindkvist — bankdirektören
- Carl Billquist — fotografen
- Åke Lagergren — betjänten
- Gregor Dahlman — fångvaktaren
- Gösta Jonsson — bankkamrern
- Julie Bernby — servitrisen